# Wilhelm Baur (Apotheker)
Wilhelm Baur (* 29. September 1839 in Salem; † 11. Februar 1921 in Donaueschingen) war ein deutscher Apotheker und Botaniker. Sein botanisches Autorenkürzel lautet „Baur“.

## Leben
Er besuchte das Gymnasium in Offenburg und war dann in der väterlichen Apotheke in Ichenheim Lehrling und Gehilfe. Anschließend war er Gehilfe  bei Ludwig Leiner in Konstanz und in Hallein. Ab 1865 war er in Chur und Thusis tätig.
Wilhelm Baur studierte Pharmazie an der polytechnischen Schule Karlsruhe und übernahm 1870 die väterliche Apotheke. Ab 1888 verpachtete er die Apotheke des Vaters und kaufte 1900 die Fürstenbergische Hofapotheke in Donaueschingen.
Im Januar 1917 brach er sich den Oberschenkelhals und war ab dann nicht mehr gehfähig.
Baur war ein bedeutender Botaniker insbesondere als Bryologe. Er machte vier Reisen nach Norwegen und Lappland, hinterließ ein reiches Moosherbar und war der letzte süddeutsche Apotheker, der sich ausgiebig mit der Mooskunde beschäftigte.
Auf diesem Gebiet machte er einige Veröffentlichungen und fertigte Lehrherbarien für die Universität Freiburg und Universität Karlsruhe an.
Für ihn wurde 1927 durch den Schwarzwaldverein Donaueschingen eine Gedenktafel in der Gauchachschlucht angebracht.

## Quelle
- Wolfgang-Hagen Hein, Holm-Dietmar Schwarz: Deutsche Apotheker-Biographie Band I. Wissenschaftliche Verlagsgesellschaft mbH, Stuttgart 1975, S. 30